# Израиль и бомба
«Израиль и бомба» (нем. Israel und die Bombe) — документальный телефильм 2012 года, посвящённый проблеме ядерного оружия Израиля. Продюсер — Флориан Гартунг. Режиссёр — Дирк Полманн.

## Сюжет
В фильме показана серия интервью, в том числе с Авнером Коэном (автором одноимённой книги), Гидеоном Ремезом и Изабеллой Гинор (автором книги «Летучие мыши над Димоной»), с журналистом Питером Хунэмом, Мартином Ван Кревельдом, Ави Примором (посол в Германии 1993—1999 годах).
Также в фильме содержатся вставки документальных видео- и фотоматериалов, фрагменты, воссозданные при помощи компьютерной графики.

## Производство
Рабочее название фильма: Der Kalte Krieg im Nahen Osten. Съёмки проводились с 11 сентября по 5 ноября 2011 года в США, Израиле, Германии, Британии и Франции. Режиссёром и сценаристом был Дирк Полманн.
Первый выход в эфир произошёл 7 июля 2012 года на ARTE.